# Kosovarische Fußballnationalmannschaft der Frauen
Die kosovarische Fußballnationalmannschaft der Frauen ist die Auswahlmannschaft des Federata e Futbollit e Kosovës (FFK) und repräsentiert den Kosovo in internationalen Vergleichen im Fußball. Der FFK wurde am 3. Mai 2016 als 55. Mitglied in die UEFA aufgenommen. Die Aufnahme als 210. Mitglied der FIFA erfolgte am 13. Mai 2016.

## Geschichte

### Auf dem Weg zum UEFA- und FIFA-Mitglied
Am 21. Mai 2012 beschloss das FIFA-Exekutivkomitee, der kosovarischen Fußballauswahl die Austragung von Freundschaftsspielen gegen andere Nationalmannschaften zu gestatten. Dieser Beschluss stieß auf heftigen Widerspruch des serbischen Fußballverbandes, aber auch der UEFA, da er ohne Absprache mit dieser gefasst worden war. Am 17. Juli 2012 beschloss daraufhin das FIFA-Exekutivkomitee, die Debatte über die Modalitäten der Umsetzung des Beschlusses vom Mai auf September 2012 zu vertagen. Auch zu diesem Zeitpunkt wurde keine Entscheidung getroffen, im Dezember dann aber vom Exekutivkomitee beschlossen, dass kosovarische Vereine und alle Auswahlen, außer die A-Nationalmannschaft der Männer, Freundschaftsspiele gegen andere FIFA-Mitglieder bestreiten dürfen.
Am 13. Januar 2014 erlaubte ein Dringlichkeitskomitee der FIFA kosovarischen Vereinen und Verbandsmannschaften, internationale Freundschaftsspiele gegen FIFA-Mitgliedsverbände zu bestreiten. Das Hissen der Nationalflagge, die Nationalhymne sowie Trikots mit dem Nationalabzeichen waren allerdings untersagt. Im Februar 2016 spielte die Frauen-Nationalmannschaft gegen Albanien und gewann mit 3:1.
Die UEFA entschied am 3. Mai 2016 in Budapest, Kosovo offiziell als 55. Mitglied aufzunehmen. Die Aufnahme als 210. Mitglied der FIFA erfolgte am 13. Mai 2016.
Das erste offizielle Länderspiel als FIFA-Mitglied der Frauennationalmannschaft wurde am 1. März 2017 in Alanya (Türkei) im Rahmen des Alanya-Cup mit 0:5 gegen Polen verloren. Auch die beiden folgenden Turnierspiele gegen Rumänien und die Türkei wurden verloren (0:3 und 2:4). Bereits einige Wochen zuvor wurde die Mannschaft für die Qualifikation zur WM 2019 gemeldet, wo sie in der Vorqualifikation im April 2017 im Rahmen eines Miniturniers auf Albanien (Gastgeber), Griechenland und Malta traf. Dort verloren sie ihr erstes Pflichtspiel nach 2:1-Führung durch ein Eigentor in der sechsten Minute der Nachspielzeit mit 2:3 gegen Albanien. Bereits nach dem zweiten Spiel, einer 0:6-Niederlage gegen Griechenland, hatte die Mannschaft keine Chance mehr sich für die eigentliche Qualifikation und damit für die WM zu qualifizieren.
In der Qualifikation für die EM 2021 konnten die Kosovarinnen das erste Spiel gegen die Türkei mit 2:0 und damit erstmals ein Pflichtspiel gewinnen.

## Turnierbilanz

### Weltmeisterschaft
| - 1991 bis 2015: kein FIFA-Mitglied - 2019: nicht qualifiziert - 2023: nicht qualifiziert |

### Europameisterschaft
| - 1984 bis 2017: kein UEFA-Mitglied - 2022: nicht qualifiziert - 2025: nicht qualifiziert, Abstieg in Liga C der UEFA Women’s Nations League 2025 |

### Olympische Spiele
Die Qualifikation erfolgte bis 2020 über die WM-Endrunde, ab 2024 über die UEFA Women’s Nations League.
| - 1996 bis 2012: noch nicht vom IOC anerkannt - 2016: kein FIFA-Mitglied zu Beginn der Qualifikation - 2020: nicht qualifiziert - 2024: Keine Möglichkeit sich zu qualifizieren |

### Nations League
- 2023/24: Liga C5 – 1. Platz, Aufstieg in Liga B für die EM-Qualifikation 2025
- 2025: Liga C6 – 2. Platz, Play-off gegen die Türkei